# Yamen Manaï
Yamen Manaï, né le 25 mai 1980 à Tunis, est un écrivain tunisien vivant à Paris.

## Biographie
Yamen Manaï grandit à Tunis dans un milieu cultivé, ses parents sont tous deux enseignants. Enfant, il a accès à la bibliothèque familiale et est émerveillé par la poésie arabe qui influencera son écriture. Parti faire des études d'ingénieurs à Paris, dans le domaine des nouvelles technologies de l'information, il découvre dans la capitale la vie littéraire française et peu à peu se met à écrire en français.
Ses quatre romans tiennent du conte philosophique, engageant le lecteur à une réflexion sur le monde actuel : dictatures, fanatisme religieux et écologie. Chacun de ses romans a reçu des prix littéraires, en France et en Tunisie (Comar d'or).
En juin 2022, Yamen Manaï est lauréat du 4e prix Orange du Livre en Afrique.

## Œuvres
- La Marche de l'incertitude, Tunis, Elyzad, 2010, 161 p. (ISBN 978-9973-58-029-0)[4].
- La Sérénade d'Ibrahim Santos, Tunis, Elyzad, 2011, 268 p. (ISBN 978-9973-58-035-1)[5].
- Collectif, Nouvelles de Tunisie, Paris, Magellan et Cie, 2012, 128 p. (ISBN 978-2-35074-243-4).
- L'Amas ardent : roman, Tunis, Elyzad, 2017, 233 p. (ISBN 978-9973-58-092-4)[6].
- Bel abîme : roman, Tunis, Elyzad, 2021, 112 p. (ISBN 978-2492-27-044-4)[7].

## Récompenses
- 2009 : Comar d'or pour La Marche de l'incertitude[4] ;
- 2010 : Prix lycéen Coup de soleil pour La Marche de l'incertitude[8] ;
- 2012 : Prix Alain-Fournier pour La Sérénade d'Ibrahim Santos[9] ;
- 2017 : Prix des cinq continents de la francophonie pour L'Amas ardent[10], Grand prix du roman métis pour L'Amas ardent[11] et Comar d'or pour L'Amas ardent[12] ;
- 2018 : Prix du livre Lorientales pour L'Amas ardent[13].
- 2022 : Lauréat du 4e prix Orange du Livre en Afrique[3],[14] et du prix du roman métis des lycéens pour Bel abîme[15].